# En Petit Comité
En Petit Comité es un álbum en vivo acústico de M-Clan que surgió como respuesta al confinamiento por la COVID-19. Carlos Tarque y Ricardo Ruiperez  improvisaron para adaptarse a las medidas sanitarias y realizaron su espectáculo en un formato cercano y acústico, con guitarras acústicas, cajón y armónicas, durante su gira por España, que comenzó en Barcelona y culminó en la misma ciudad en 2021.
La grabación en video de las canciones interpretadas fue realizada por la productora audiovisual lasdelcine en la Sala BARTS de Barcelona, registro audiovisual que luego se incluyó en la versión DVD del álbum.

## Lanzamiento
Fue publicado el 10 de junio de 2022, bajo la producción de la discográfica Warner Music España, debutando en el número 4 de la lista «Top 100 Álbumes en España».

## Lista de canciones
Cuenta con un total de 16 canciones, todas producidas por M-Clan y grabadas en vivo.

| N.º   | Título                             | Escritor(es)                                    | Duración |  |
| 1.    | «Filosofía barata»                 | Carlos Raya, Carlos Tarque, M-Clan              | 3:43     |  |
| 2.    | «Souvenir»                         | Priscus, Tarque Carlos, M-Clan                  | 4:42     |  |
| 3.    | «Para no ver el final»             | Carlos Tarque, Ricardo Ruiperez                 | 4:09     |  |
| 4.    | «Llamando a la Tierra»             | Chris Mc Carty, Steve Miller, Steve Miller Band | 4:32     |  |
| 5.    | «Calle sin luz»                    | Carlos Raya, Carlos Tarque                      | 5:19     |  |
| 6.    | «Roto por dentro»                  | Carlos Raya, Carlos Tarque, Ricardo Ruiperez    | 4:28     |  |
| 7.    | «La esperanza»                     | Carlos Tarque, Ricardo Ruiperez                 | 4:48     |  |
| 8.    | «Perdido en la ciudad»             | Carlos Tarque, Santiago Campillo                | 5:07     |  |
| 9.    | «Gracias por los días que vendrán» | Carlos Raya, Carlos Tarque                      | 2:58     |  |
| 10.   | «California»                       | Carlos Tarque, Ricardo Ruiperez                 | 4:09     |  |
| 11.   | «Las calles están ardiendo»        | Carlos Tarque, Ricardo Ruiperez                 | 5:31     |  |
| 12.   | «Miedo»                            | Carlos Raya, Carlos Tarque, M-Clan              | 5:34     |  |
| 13.   | «Maggie despierta»                 | Martin Quittenton, Rod Stewart                  | 5:46     |  |
| 14.   | «Quédate a dormir»                 | Santiago Campillo, Carlos Tarque, M-Clan        | 6:34     |  |
| 15.   | «Carolina»                         | Priscus, Carlos Tarque, M-Clan                  | 4:19     |  |
| 16.   | «Concierto salvaje»                | Carlos Tarque, Ricardo Ruiperez                 | 6:39     |  |
| 78:34 |                                    |                                                 |          |  |